# 坦盖尔沙达尔乌帕齐拉
坦盖尔沙达尔乌帕齐拉 (英语: Tangail Sadar Upazila) 是孟加拉国达卡专区坦盖尔县的一个乌帕齐拉。

## 地理
该地位于24°15′00″N 89°55′00″E / 24.2500°N 89.9167°E，共有69783户家庭，总面积334.26平方千米。
根据2011年的孟加拉国人口普查，该地总人口为521104人， 其中男性人口占总人口的51.05%，女性占48.95%。